# 谢凤
谢凤（？—？），陈郡阳夏人，谢灵运的儿子，谢玄的曾孙。
元嘉年间，谢凤受到父亲谢灵运的牵连，一起被流放到岭南，很早就去世了。有子谢超宗。